# Vergiß, wenn Du kannst
Vergiß, wenn Du kannst, auch unter dem Titel Sag nicht Addio verliehen, ist ein deutsch-österreichischer Filmmelodram aus dem Jahre 1956 von Hans H. König mit Winnie Markus und Gustav Fröhlich in den Hauptrollen.

## Handlung
Brigitte Sudeny und ihr Mann, der Strahlenforscher Professor Georg Sudeny, führen eigentlich eine perfekte Ehe. Bislang fehlte nur eines zu ihrem Glück: Ein Kind. Als sie eines Tages glaubt, endlich schwanger zu sein, macht Brigittes Gatte ihr die schreckliche Eröffnung, dass er aufgrund einer Strahlenschädigung ein für allemal zeugungsunfähig sei. Brigitte ist am Boden zerstört. Um ihre Gedanken zu ordnen und sich abzulenken, lässt sie sich auf den Vorschlag ihrer besten Freundin Jutta ein, nach Italien zu reisen. Dort im sonnigen Süden lernt sie den attraktiven und sympathischen Schweden Alexander Brennt kennen, und bald landen beide, obwohl Brigitte ihren Mann liebt und respektiert, im Bett. Von ihren Gefühlen übermannt, verlässt Brigitte den Skandinavier gleich nach dem Sex. Alexander weiß nicht, mit wem er gerade zusammen war, und weil er im Raum ein graviertes Feuerzeug auffindet, glaubt er, bei Brigitte handele es sich um Jutta. Wieder daheim, beichtet Brigitte ihrem Mann den Seitensprung und befürchtet das Schlimmste. Doch der Professor versteht die Gründe seiner Gattin und verzeiht ihr. Brigitte ist schwanger und wird bald ein Kind, das sie so sehr ersehnte, zur Welt bringen.
Bald darauf trifft eine Hiobsbotschaft ein. Freundin Jutta ist bei einem schrecklichen Unglück ums Leben gekommen. Ihr Lebensgefährte, der Kunstmaler Bastian Weghart, ist fast wahnsinnig vor Schmerz. Auch Alexander Brennt erfährt vom Ableben Juttas und glaubt aufgrund des signierten Feuerzeugs nach der Liebesnacht, dass es sich dabei um Brigitte, seinen One Night Stand, handeln müsse. Er schreibt an Brigitte, die beste Freundin Juttas, und bittet um ein Foto. Der Professor übersendet ihr jedoch das Foto seiner Gattin, sodass Alexander nun wirklich glauben muss, Brigitte sei die verstorbene Jutta. Jahre sind vergangen, und Alexander sucht den Kontakt zu Brigitte, weil er seine „Jutta“ nicht vergessen kann. Im Vorgarten sieht er einen kleinen Jungen namens Michael herumlaufen, von dem er nicht weiß, dass es sich dabei um seinen eigenen Sohn handelt. Und er sieht, dass seine „Jutta“ in Wirklichkeit „seine“ Brigitte ist. Nun kommt es zur Gretchenfrage. Wie soll er sich mit Brigitte auseinandersetzen, und was ist mit diesem Kind? Ist dies sein Sohn? Am Ende sehen die Sudenys ein, dass dieses dreijährige Kind zwar geliebt wird aber immer wie ein Fremdkörper in beider Leben sein wird. Man entscheidet sich ebenso einvernehmlich wie altruistisch, Michael an den leiblichen Vater abzugeben.

## Produktionsnotizen
Vergiß, wenn Du kannst entstand im Frühjahr 1956 und wurde am 10. August 1956 in Stuttgart uraufgeführt.
Kurt Hammer war Herstellungsleiter, Adam Napoleon Schneider übernahm die Produktionsleitung. Felix Smetana schuf die Filmbauten, Ursula Maes die Kostüme.

## Kritiken
Im Filmdienst heißt es: „Ein pseudomoralisches Melodram, das sich edel und verständnisvoll gibt, stets aber an der Oberfläche bleibt.“